# Pedicularis aloensis
Pedicularis aloensis är en snyltrotsväxtart som beskrevs av Hand.-mazz.. Pedicularis aloensis ingår i släktet spiror, och familjen snyltrotsväxter. Utöver nominatformen finns också underarten P. a. lasiandra.